# Asia Rugby Championship Top 3 2023
El Asia Rugby Championship Top 3 de 2023 fue la 34.ª edición del principal torneo asiático y la 7ª del formato instituido en 2015.
El torneo se disputó entre el 3 y 17 de junio de 2023.

## Equipos participantes
- Selección de rugby de Corea del Sur
- Selección de rugby de Hong Kong
- Selección de rugby de Malasia

## Tabla de posiciones
| Pos. | Equipo        | Encuentros | Encuentros | Encuentros | Encuentros | Tantos  | Tantos    | Tantos     | Puntos Bonus | Puntos Totales |
| Pos. | Equipo        | jugados    | ganados    | empatados  | perdidos   | a favor | en contra | diferencia | Puntos Bonus | Puntos Totales |
| ---- | ------------- | ---------- | ---------- | ---------- | ---------- | ------- | --------- | ---------- | ------------ | -------------- |
| 1    | Hong Kong     | 2          | 2          | 0          | 0          | 118     | 19        | +99        | 2            | 10             |
| 2    | Corea del Sur | 2          | 1          | 0          | 1          | 37      | 33        | +4         | 1            | 5              |
| 3    | Malasia       | 2          | 0          | 0          | 2          | 12      | 115       | -103       | 0            | 0              |

Nota: Se otorgan 4 puntos al equipo que gane un partido, 2 al que empate y 0 al que pierda
Puntos Bonus: 1 punto por convertir 4 tries o más en un partido y 1 al equipo que pierda por no más de 7 tantos de diferencia

## Partidos
| 3 de junio de 2023 | Malasia | 3 - 27 | Corea del Sur |  |  |

| 10 de junio de 2023 | Hong Kong | 88 - 9 | Malasia |  |  |

| 17 de junio de 2023 | Hong Kong | 30 - 10 | Corea del Sur |  |  |

| Bandera de Hong Kong |
| Campeón Hong Kong    |
| Cuarto título        |